# Thure Andersson (brottare)
Thure Elof Andersson, född 27 april 1907 i Ölme, död 20 januari 1976 i Karlstad, var en svensk brottare. Han blev olympisk silvermedaljör i fristil 72 kg i Berlin 1936.